# W85 (ядерна боєголовка)

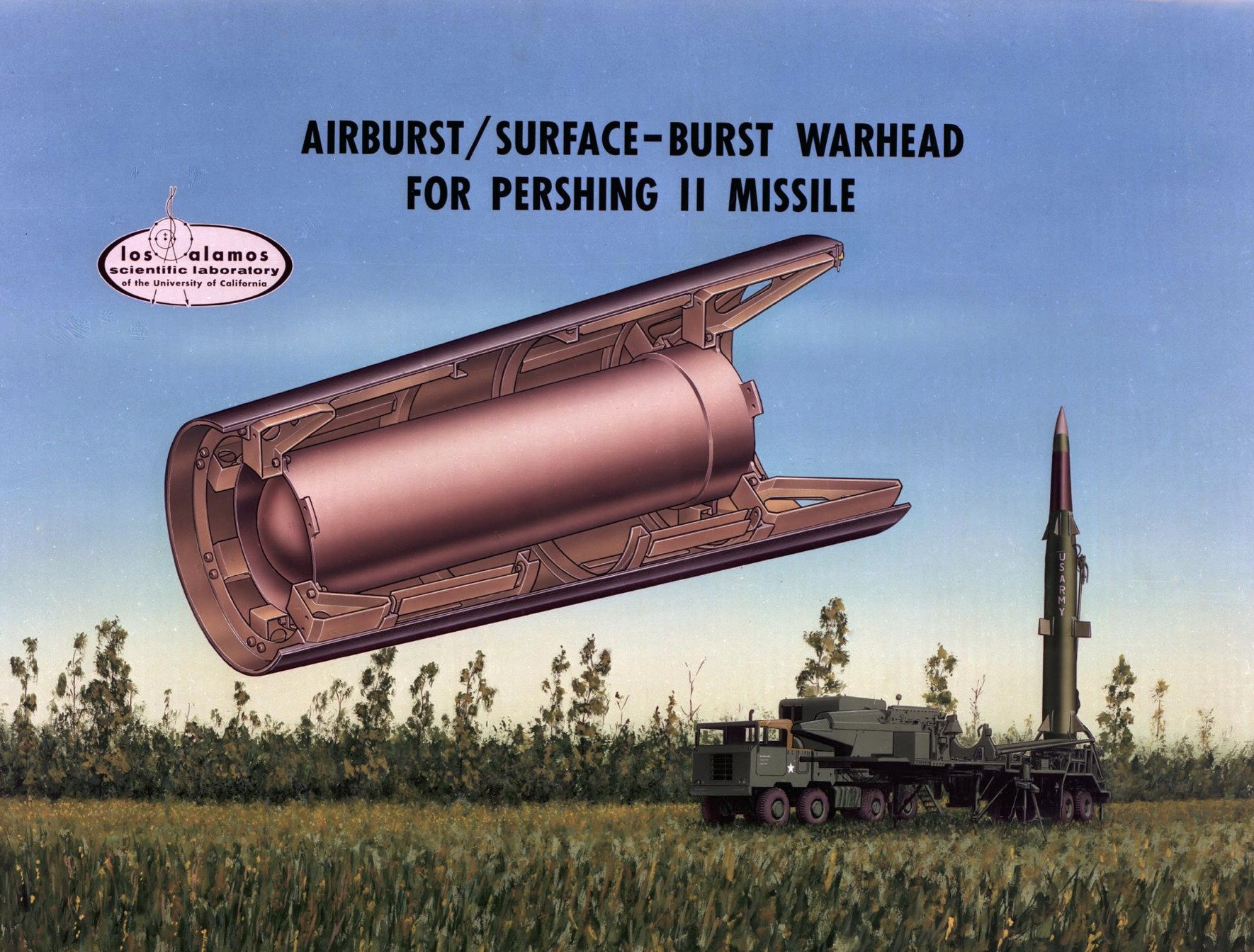
Термоядерна боєголовка повітряного/поверхневого вибуху для Pershing II

W85 — термоядерна боєголовка, розроблена Сполученими Штатами Америки для оснащення ракети MGM-31C Pershing II. Була пристроєм зі змінною продуктивністю з можливістю вибору продуктивності 0,3, 5, 10 до 80 кт ТНТ (1, 21, 42 до 335 TДж).

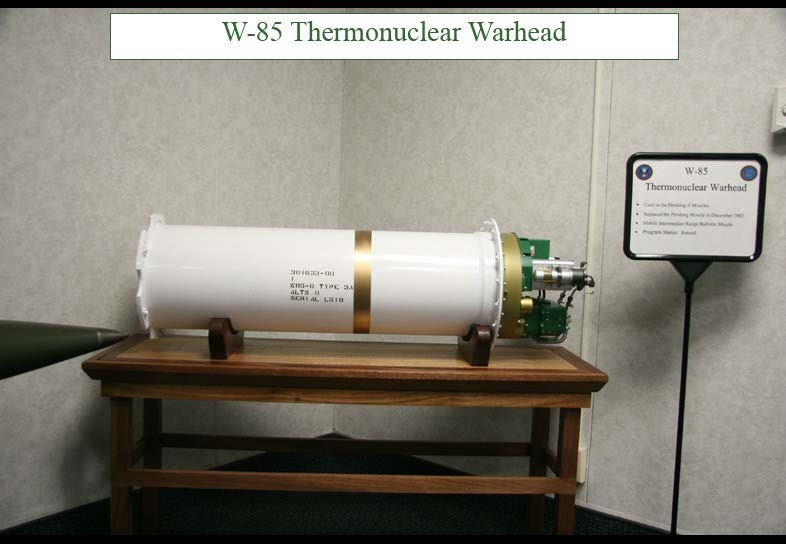
Боєголовка W85 на виставці в Навчальному музеї ядерної зброї на авіабазі Кертленд.

## Огляд
Ракета Pershing Ia була озброєна 400 кілотонн ТНТ (1 700 ТДж) Боєголовка W50. На початку 1970-х років стало зрозуміло, що це занадто велика потужність, щоб ракету можна було використовувати як тактичну ядерну зброю — на той час 400 кілотонн було більше, ніж багато стратегічних боєголовок. Pershing II мав високоточну маневрену боєголовку (MARV), оснащену радіолокаційною термінальною системою наведення, що дозволяло використовувати боєголовку меншої потужності W85. Ця боєголовка була похідною від B61 Mod 3 і використовувала ту саму яму в первинному ступені боєголовки, але також було описано, що вона має ядерну конструкцію, подібну до конструкції B61-4. Загальна вага секції боєголовки Pershing II становила 268 кг, до складу якого входить спускається спускний апарат.
У 1987 році спільне дослідження армії та Міністерства енергетики прийшло до висновку, що технічно та фінансово можливо замінити боєголовку W50, яку несе Pershing 1a, на боєголовку W85, розроблену для Pershing II. Проте з підписанням Договору про ліквідацію ракет середньої і меншої дальності розробка конверсії була припинена.
Після того, як ракети Pershing були списані, усі виготовлені боєголовки W85 були модифіковані в бомби B61 Mod 10. Було виготовлено 215 боєголовок W85.